# 布拉干省
布拉干省或譯布拉坎省（Bulacan）是菲律賓的一個省份，位於中央呂宋政區。首府是馬洛洛斯市。布拉干省西鄰邦板牙省、北鄰新怡詩夏省、奧羅拉省及奎松省，南邊為黎剎省。布拉干省也位於馬尼拉灣的北岸。

## 行政區域
布拉干省劃分為21個自治市及3個城市。

### 城市
- 馬洛洛斯，又譯＂馬洛洛＂（Malolos City）- 首府
- 眉考阿延，又譯＂迷加瓦淵＂（Meycauayan City）
- 聖荷西德孟特，咱儂話＂仙扶西黎文地＂（San Jose del Monte City）

### 自治市
- 昂嘎特，咱儂話＂紅葛＂（Angat）
- 描轆沓示（Balagtas）
- 描里渥（Baliuag）
- 武加偉（Bocaue）
- 布拉干，咱儂話＂武六干＂（Bulakan）
- 武士島士（Bustos）
- 加倫筆（Calumpit）
- Doña Remedios Trinidad
- 義銀道（Guiguinto）
- 夏銀倪（Hagonoy）
- 馬里涝（Marilao）
- 諾沙牙萊（Norzagaray）
- 奧曼度（Obando）
- 班智（Pandi）
- 巴翁望（Paombong）
- 普拉利德爾，咱儂話＂柏拉里黎＂（Plaridel）
- 布里蘭（Pulilan）
- 聖伊爾德豐索，咱儂話＂仙怡禮奔殊＂（San Ildefonso）
- 聖米格爾，咱儂話＂仙棉訖＂（San Miguel）
- 聖拉斐爾，咱儂話＂仙拉排＂（San Rafael）
- 聖瑪利亞，咱儂話＂仙沓瑪利亞 ＂（Santa María）

## 教育
- 比立勤國立大學